# Sà Phìn
Sà Phìn đôi khi được viết là Sả Phìn hay Xà Phìn là một xã thuộc tỉnh Tuyên Quang, Việt Nam.

## Địa lý
Xã Sà Phìn cách thành phố Hà Giang khoảng 145 km, có vị trí địa lý:
- Phía đông giáp xã Lũng Táo và xã Thài Phìn Tủng
- Phía tây giáp xã Sủng Là
- Phía nam giáp xã Sính Lủng và xã Sảng Tủng
- Phía bắc giáp giáp Trung Quốc.

Xã Sà Phìn có diện tích 14,54 km², dân số năm 2019 là 3.231 người, mật độ dân số đạt 222 người/km².

## Hành chính
Xã Sà Phìn được chia thành 11 thôn.

## Lịch sử
Ngày 5 tháng 7 năm 1961, Hội đồng Chính phủ ban hành Quyết định số 91-CP về việc chia xã Sà Phìn thành 6 xã: Lũng Táo, Thài Phìn Tủng, Sà Phìn, Sính Lủng, Tả Phìn, Tả Lủng.

## Văn hóa

### Di tích nhà Vương

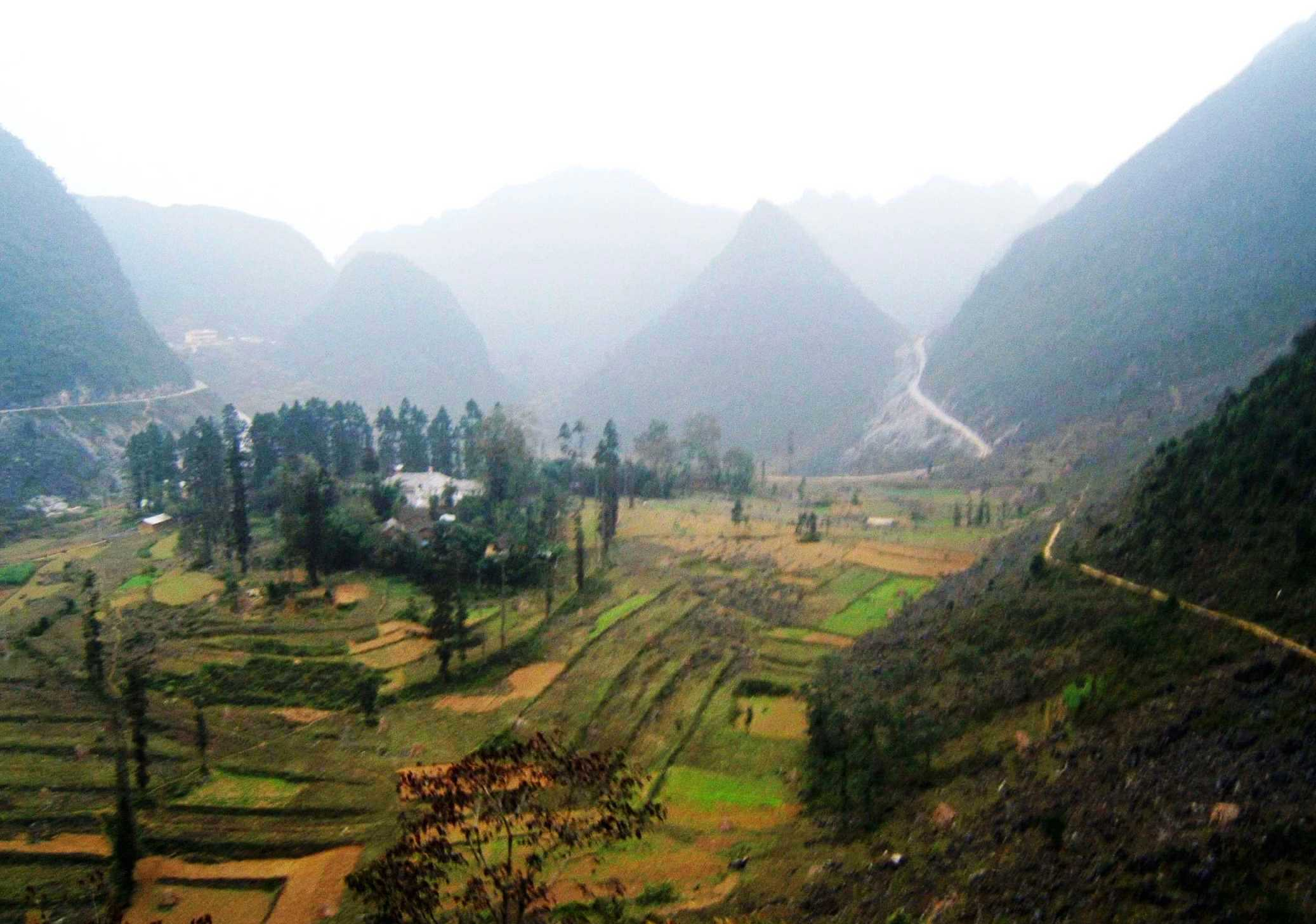
Dinh thự họ Vương trên đồi Con Rùa

Đây là dinh thự của Vương Chính Đức, vốn là một bang tá, được sắc phong bởi nhà Nguyễn và chính quyền thuộc địa, cai quản phía Tây Việt Bắc mạn Hà Giang, đạo Bảo Lạc. Con trai Vương Chính Đức là Vương Chí Sình còn được gọi là "Vua Mèo", sau ông là đại biểu Quốc hội nước Việt Nam Dân chủ Cộng hòa.
Dinh thự họ Vương được xây theo kiểu Trung Hoa, xây bằng đá xanh với gỗ thông đá, đất nung, theo lối chữ Vương rất độc đáo từ cuối thế kỷ 19 bởi các thợ người Hồi ở Vân Nam. Một bức đại tự "Biên chinh khả phong" của triều đình Huế ban tặng cho Vương Chính Đức ngự ngay trên cổng vào. Nhà Vương có tường rào đá cao vây quanh, có nhiều lỗ hình vuông để nhìn ra ngoài quan sát. Tường rào đá cao hơn hai mét, có chỗ chân tường dày đến tám mươi phân.
Khu dinh thự đá được kết cấu theo ba lớp cao dần vào trong gồm tiền dinh, trung dinh và hạ dinh. Hai góc trong cùng xây hai lô cốt bằng đá xanh. Toàn bộ khu dinh thự dài 46 mét, ngang 22 mét, cao 10 mét gồm 4 ngang, 6 nhà dọc tất cả đều xây 2 tầng gồm 64 buồng. xếp hạng là Di tích kiến trúc lịch sử từ năm 1993.

## Hình ảnh

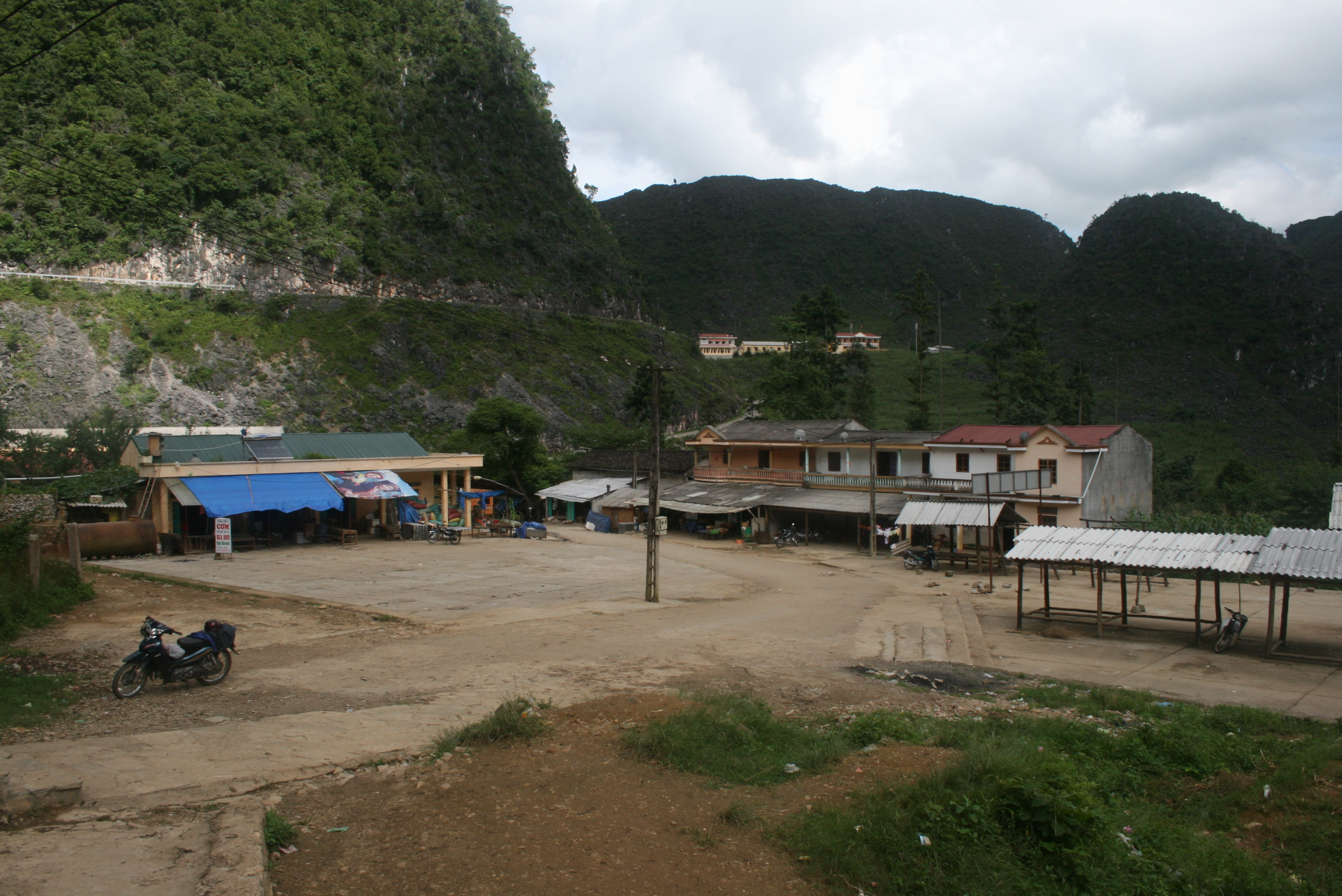
Trung tâm xã Sà Phìn
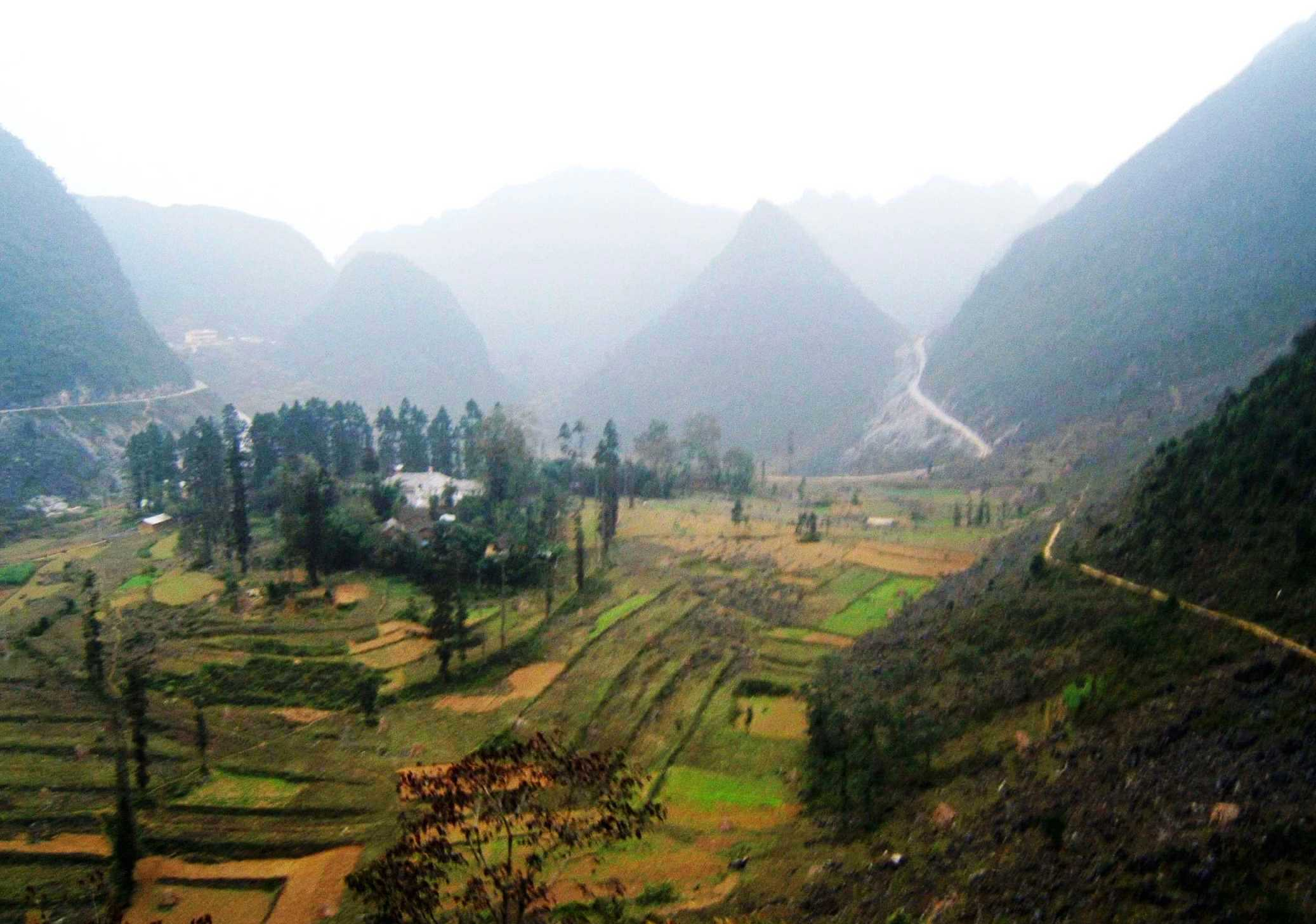
Dinh thự họ Vương trên đồi Con Rùa.
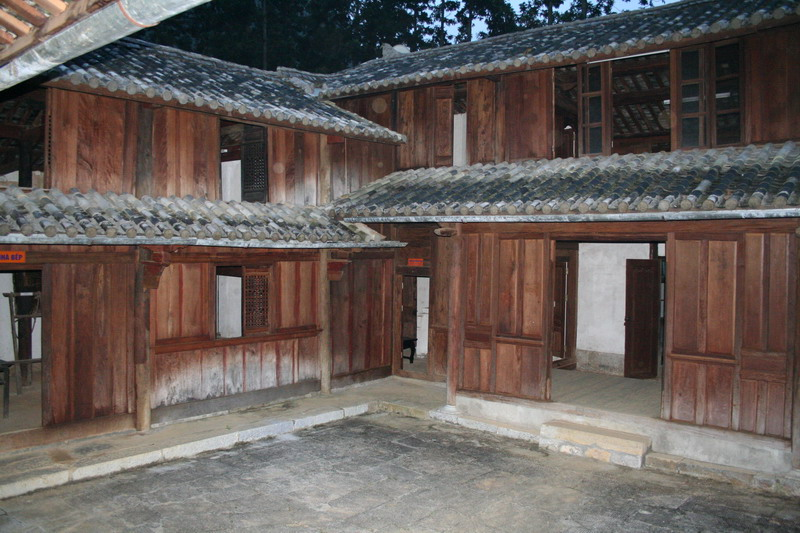
Bên trong sân nhà Vương
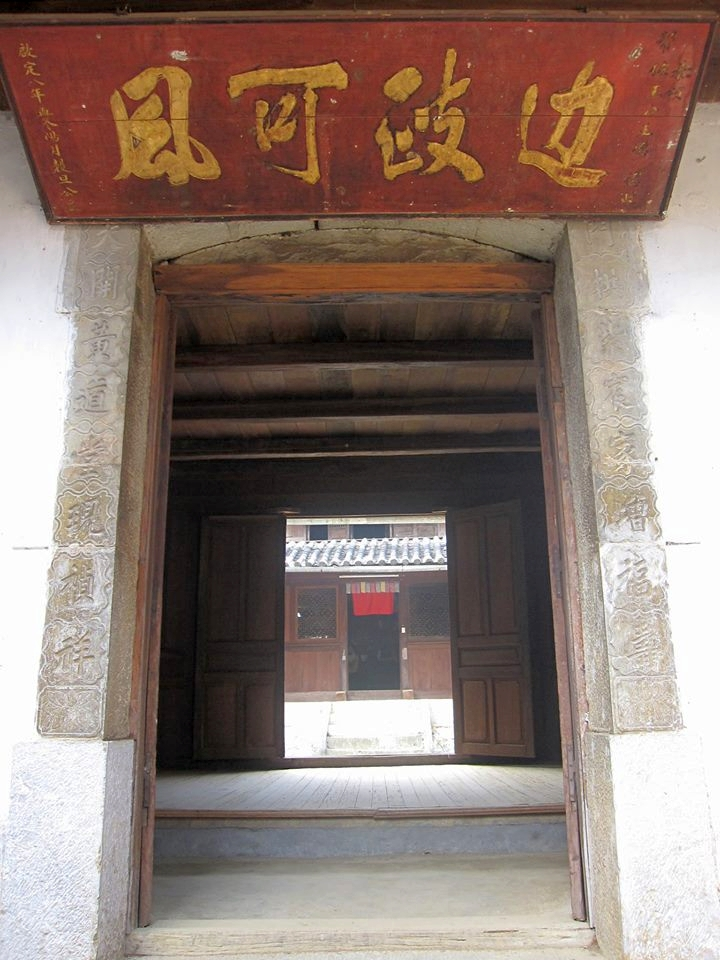
Bức hoành phi và cặp câu đối trong dinh thự họ Vương
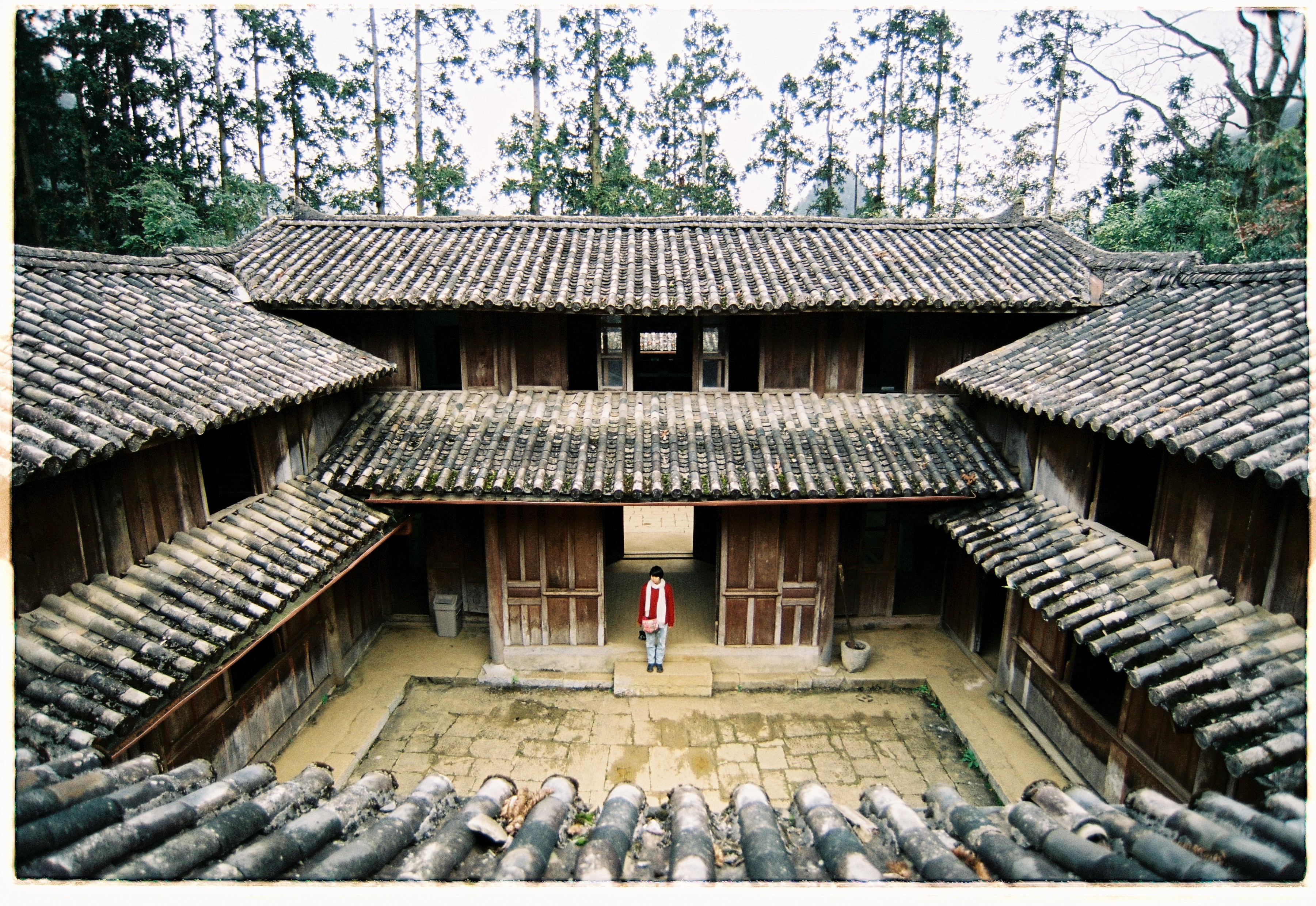
Khu vực Trung dinh
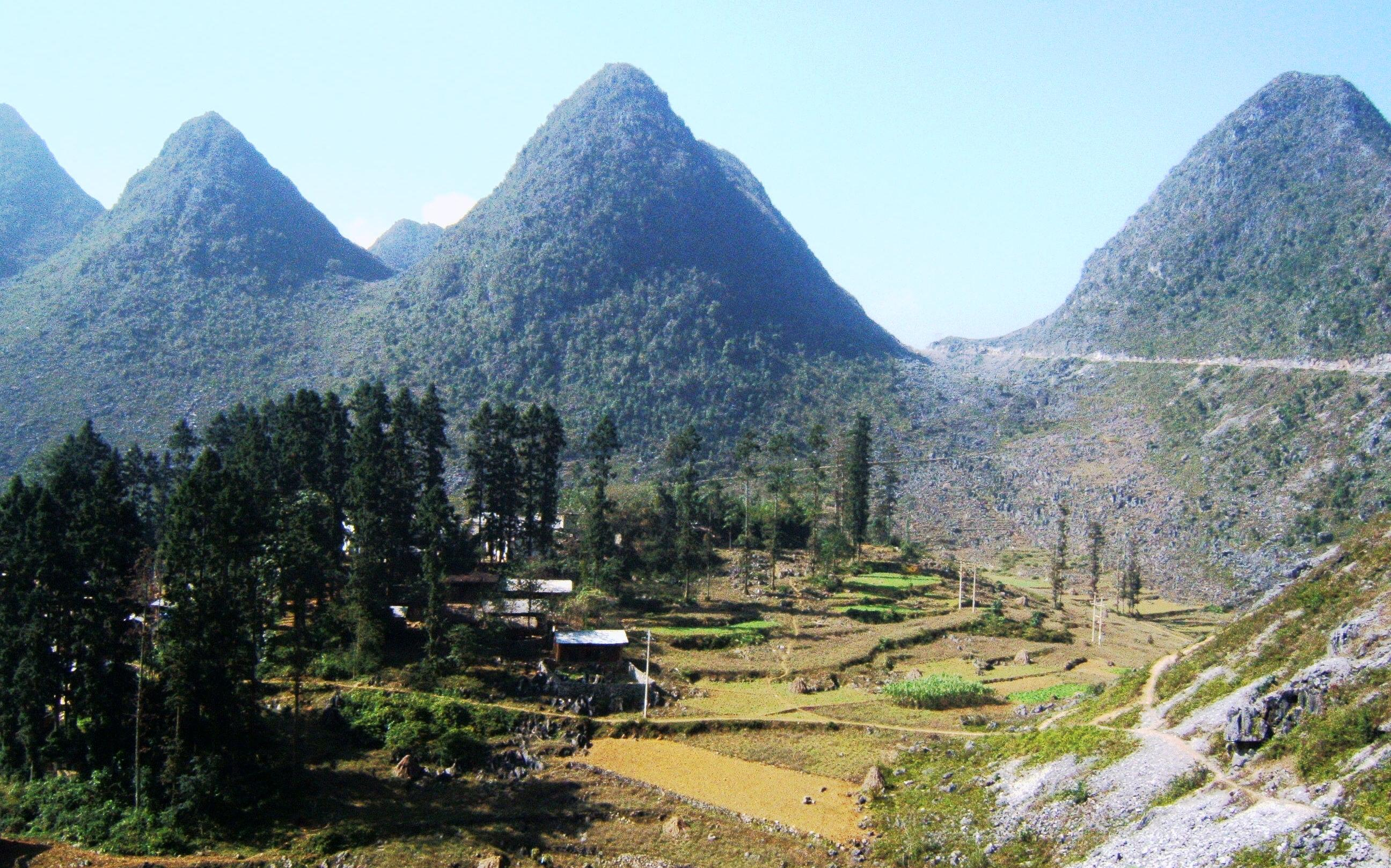
Khu Dinh thự họ Vương trên đồi Con Rùa.
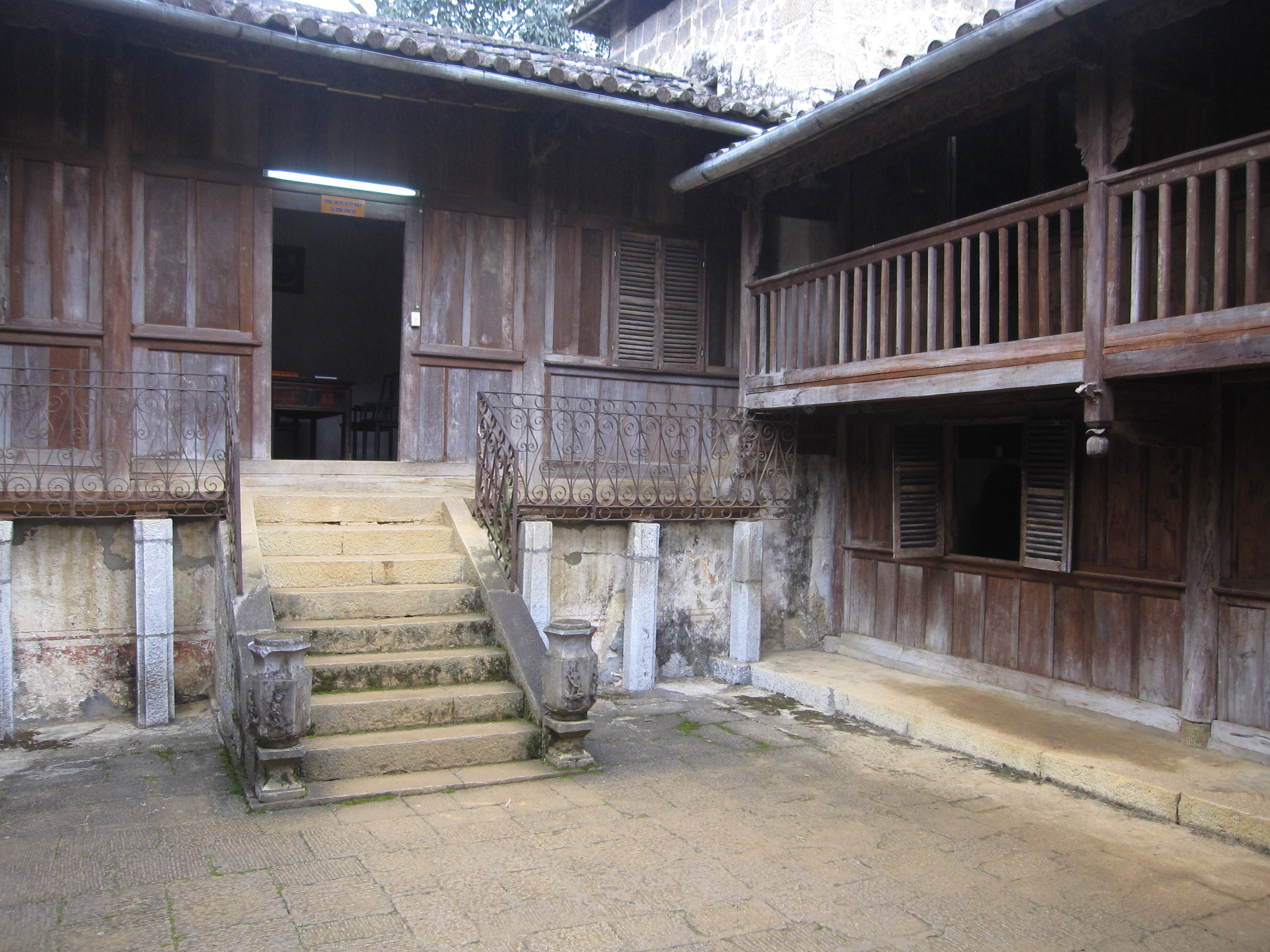
Khu vực Trung Cung
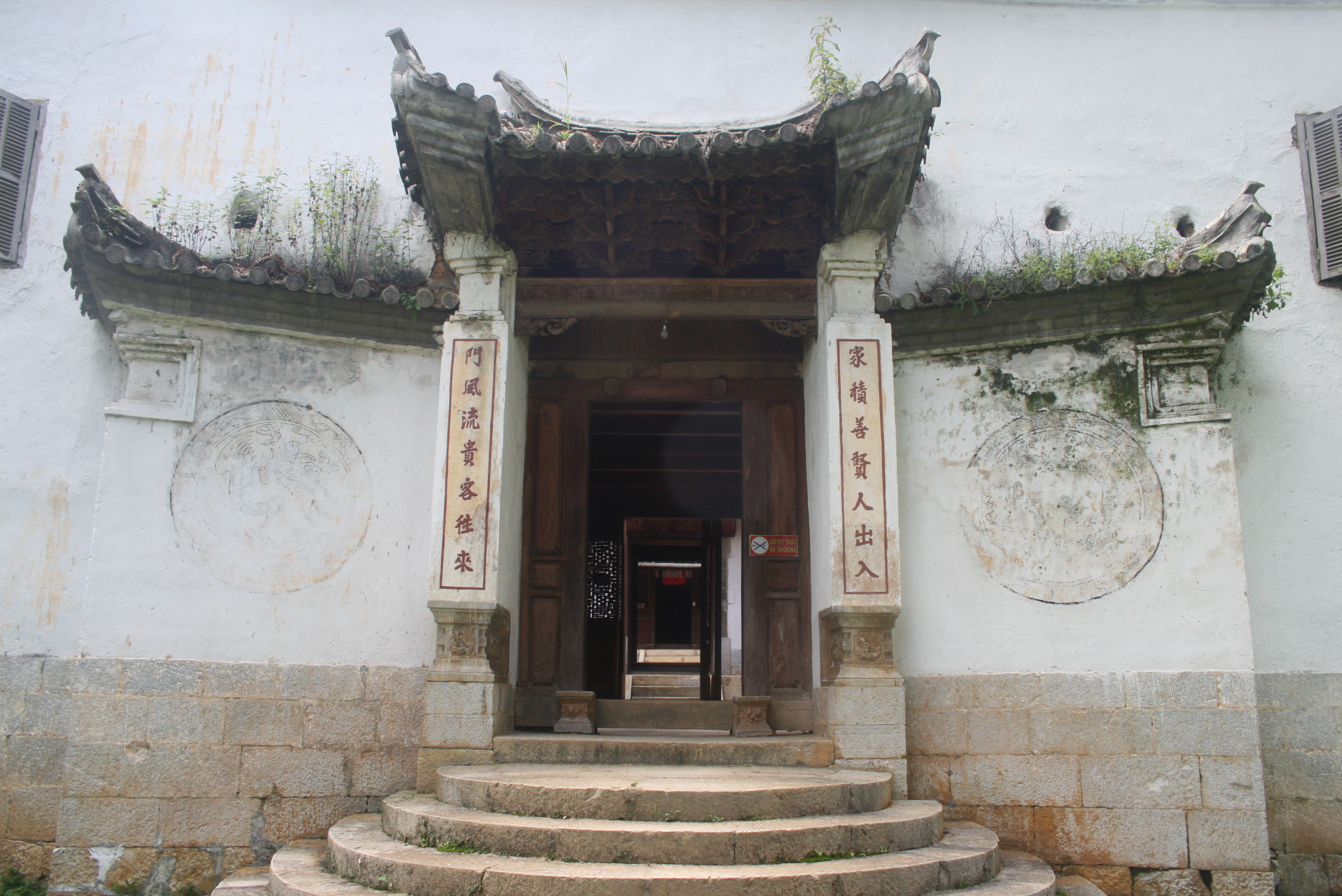
Cổng vào dinh thự, mái được đỡ bằng đấu củng
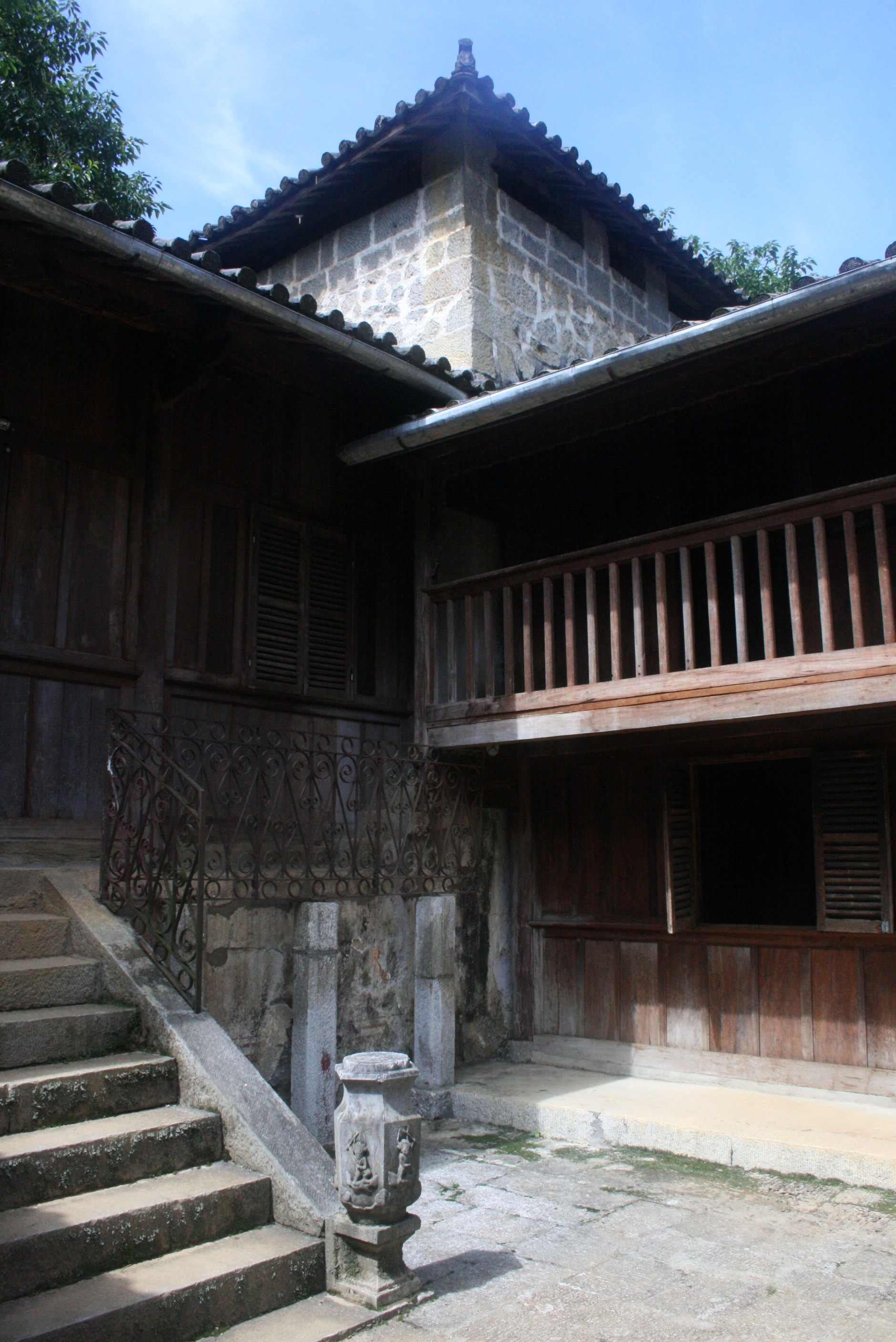
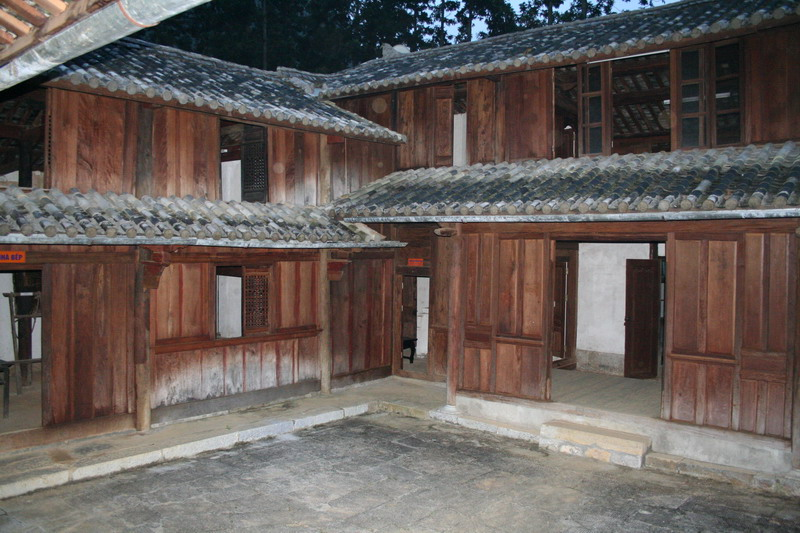
Bên trong Nhà Vương